# بور منوکسید
بور منوکسید (به انگلیسی: Boron monoxide) با فرمول شیمیایی B۲O یک ترکیب شیمیایی است. که جرم مولی آن ۳۷٫۶۲۱ g/mol می‌باشد.